# Veith Ehrenstamm
Veith Ehrenstamm (1763 (?), Prostějov – 15. října 1827, Prostějov) byl židovský obchodník a podnikatel, působící v textilním průmyslu.

## Životopis
Pocházel z obchodnické rodiny, v roce 1790 převzal vedení rodinné firmy. V letech 1786–1827 byl jedním z největších dodavatelů sukna, kůží a potravin pro armádu v habsburské monarchii. Od roku 1801 pracoval jako společník Františka Plotze, ktrý získal tovární licenci, v roce 1802 obdržel také licenci a o rok později byl majitelem podniku.
Byl jedním ze zakladatelů textilního průmyslu v Prostějově. Jeho továrna vlivem špatného hospodaření potomků v roce 1833 zanikla.

## Zajímvosti
Veith Ehrenstamm si v letech 1817–1819 nechal postavit městský dům na Uprkově ulici v Prostějově.